# Daroca de Rioja
Daroca de Rioja – gmina w Hiszpanii, w prowincji La Rioja, w La Rioja, o powierzchni 11,29 km². W 2011 roku gmina liczyła 59 mieszkańców.